# Sitio de Van
El sitio de Van también conocido como asedio de Van y como resistencia de Van (en armenio: Վանի Հերոսամարտ, Vani Herosamart; en turco: Van Direnişi) o rebelión de Van, revuelta de Van (en turco: Van İsyanı), revolución armenia de Van (en turco: Van İhtilâli) fue un acto de insurgencia armada contra los intentos del Imperio otomano de masacrar la población armenia del vilayato de Van, uno de los pocos casos durante el genocidio armenio donde los armenios, pudieron combatir contra las fuerzas armadas del Imperio otomano [cita requerida].
Según declara De Nogales apoyándose en informes de otro testigos, la posición armenia en Van fue defensiva y un acto de resistencia a la masacre. La lucha duró entre el 19 de abril y el 17 de mayo de 1915, momento en el que el ejército otomano se retiró debido a que el Ejército Ruso del Cáucaso se aproximaba a la ciudad.
La resistencia alcanzó su cénit con el establecimiento temporal de un gobierno armenio provisional (1915-1917) que en su fase final se incorporó en la administración rusa para Armenia occidental y a la República Democrática de Armenia. Sin embargo la incorporación a la república democrática de Armenia no llegó a hacerse realidad, ya que los otomanos reocuparon la región a consecuencia del tratado de paz soviético-alemán de Brest-Litovsk. Al final de la Primera Guerra Mundial, la región, al igual que algunas áreas próximas, pasaron a la República Democrática de Armenia según los términos del Tratado de Sèvres, que nunca fue ratificado. 
La resistencia armada inicial sucedió entre el 19 de abril y 6 de mayo de 1915 y duró menos de un mes. La segunda resistencia importante ocurrió durante el avance otomano y la batalla de Van que terminó con la llegada de las tropas rusas del imperio de parte de las fuerzas armenias. Después de la llegada del ejército ruso las tropas continuaron avanzando, controlando la mayor parte de Armenia occidental. Las unidades voluntarias armenias dentro del ejército ruso, así como la milicia armenia, asistieron a los rusos en gobernar la región bajo dirección de Aram Manougian, así como en apartar a los otomanos fuera de ella desde 1916 a 1918. Con la revolución rusa de 1917, las unidades armenias y georgianas formaron la línea delantera principal contra el ejército otomano que se aproximaba.

## Trasfondo

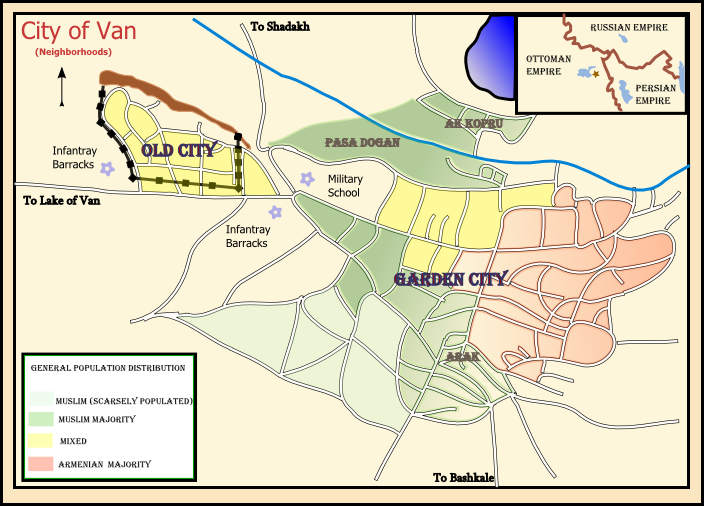
Centro de la ciudad de Van

A finales del periodo otomano, Van era un importante centro de la vida cultural, social y económica armenia. Khrimian Hayrik instaló una imprenta en Van, y lanzó Vaspurakan Ardzvi (El águila de Vaspourakán), que se convirtió en la primera publicación periódica armenia. En 1885 se fundó el partido Armenakan en la ciudad. Poco después se fundaron los partidos Hnchak (socialdemócrata) y la Federación Revolucionaria Armenia, conocida como Dashnak, cuyos objetivos eran expulsar al poder otomano de los seis vilayatos de Anatolia occidental.
Entre 1895 y 1896 los armenios del Imperio otomano habían sufrido una serie de ataques violentos conocidos como "las masacres hamidianas". Aunque estos hechos no afectaron intensamente a Van en 1895, los otomanos enviaron una expedición en junio de 1896. En un principio, los armenios fueron capaces de defenderse, pero tras acordar el desarme a cambio de seguridad, las masacres continuaron, culminando con la muerte de unos veinte mil armenios[cita requerida].
La situación demográfica de la provincia de Van antes de la Primera Guerra Mundial ofrece diferentes datos en función de las distintas fuentes. En 1914 había armenios viviendo a orillas del lago Van. Los mayores núcleos de población armenia eran la ciudad de Van (que constaba de tres subsecciones: Havasor (Gürpınar), Timar (Gedikbulak) y Archak (Erçek)). También vivían armenios en el distrito de Erciş (Artchesh, Akants) en la parte norte de la provincia, y en los distritos de Çatak (Shatakh), Başkale (Bashkaleh) y Bahçesaray (Moks), en el sur. Según el censo de 1896 había 79.998 armenios. El mismo censo de 1896 indica que los armenios se encontraban en la ciudad de Van 35%, Erciş 64%, Çatak 37%, Bashkale 18%, Bahçesaray 48%. Según las estadísticas del Patriarca local, en 1912 la población armenia era de 110.000 habitantes. El censo otomano original de 1914 indicaba que la población armenia era de 67.797 habitantes y la musulmana de 179.422. El censo oficial de 1914 era dudoso en lo relativo tanto al tamaño de la población armenia como el de la musulmana. Las estadísticas de 1914 infrarrepresentaban la población infantil. Los datos corregidos de la provincia de Van indicaban 313.000 musulmanes, 130.000 armenios (25%) y unos 65.000 sirios, caldeos, nestorianos y otros Calcular la población de la ciudad de Van es más difícil. Se produjeron grandes movimientos de población en la ciudad y sus alrededores con el deterioro de la situación política y económica anterior a la Primera Guerra Mundial. Según el cómputo otomano de la época, la población de la ciudad de Van, incluyendo sus alrededores, era de 79.000 musulmanes y 34.000 armenios. La población armenia de Van era de unas 30.000 personas en otoño de 1914.

Mapas de la provincia de Van
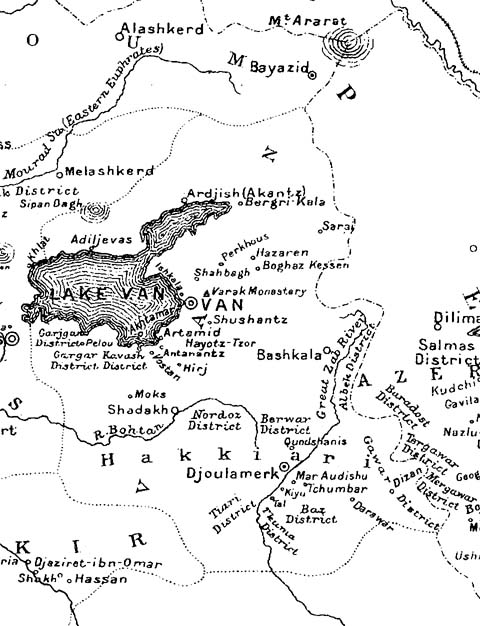
Núcleos de población del vilayato de Van
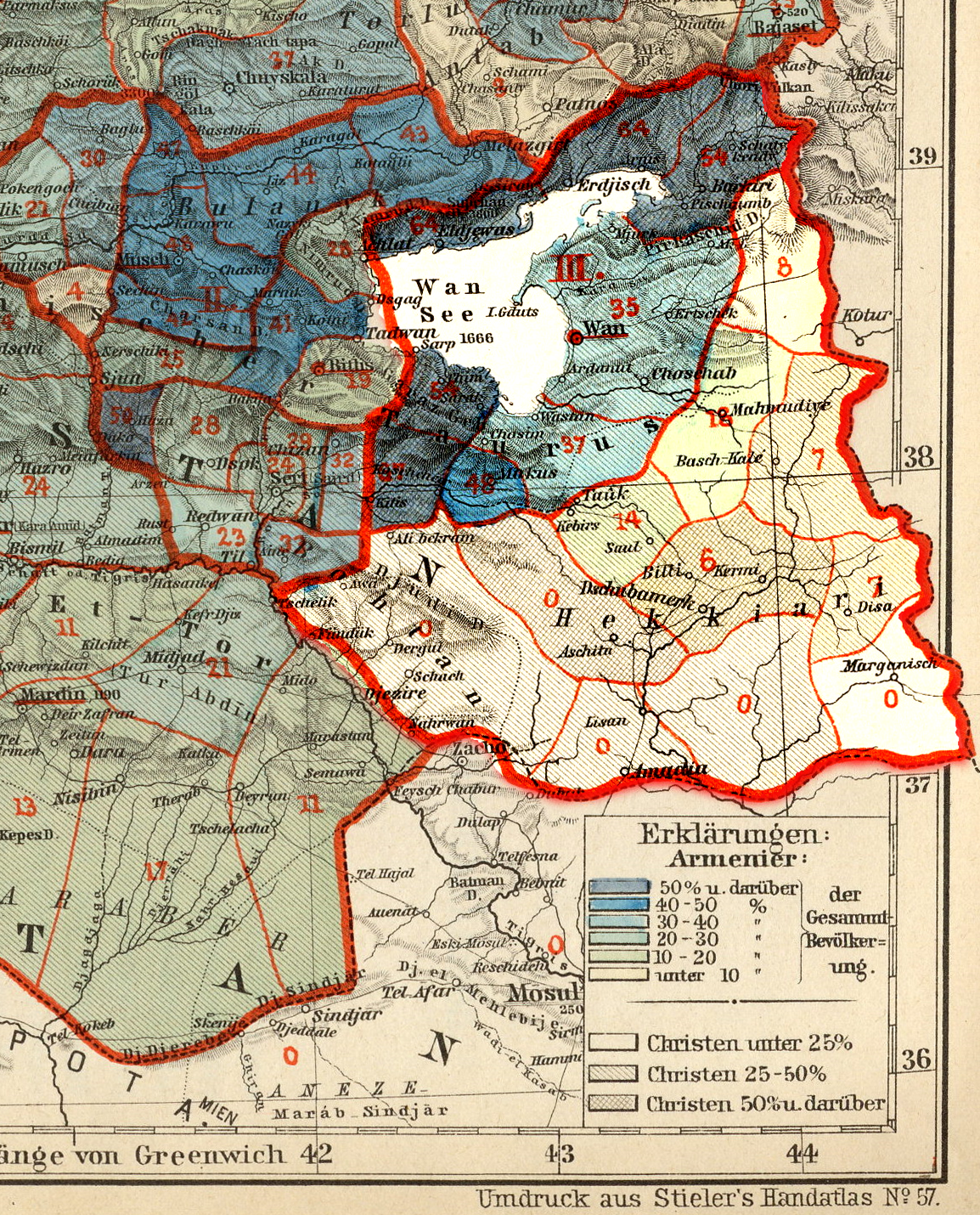
Ratios de población armenia en los distritos (1896)
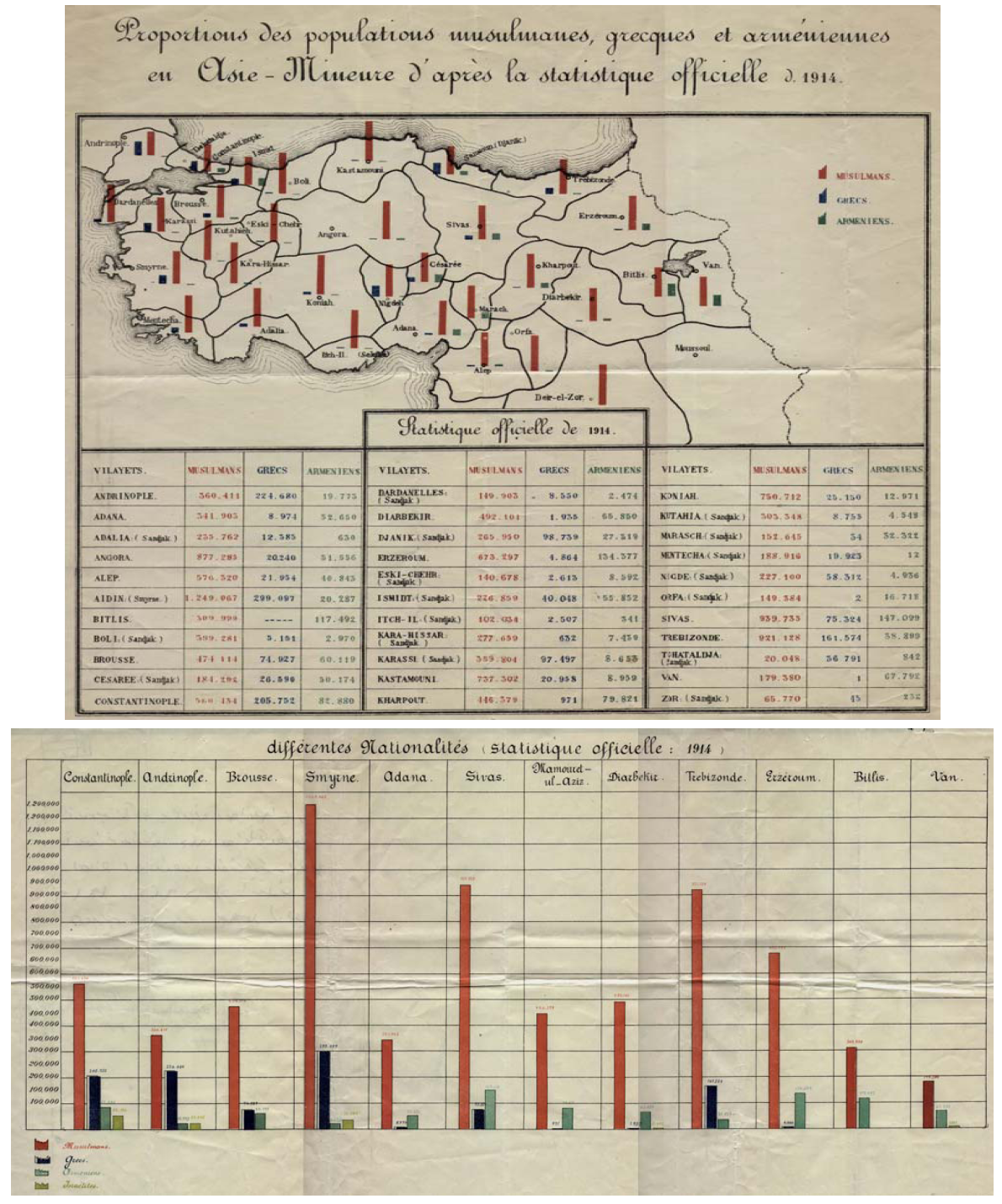
Censo otomano de 1914

| Estadísticas de población de la provincia de Van según diferentes fuentes | Estadísticas de población de la provincia de Van según diferentes fuentes | Estadísticas de población de la provincia de Van según diferentes fuentes | Estadísticas de población de la provincia de Van según diferentes fuentes | Estadísticas de población de la provincia de Van según diferentes fuentes | Estadísticas de población de la provincia de Van según diferentes fuentes | Estadísticas de población de la provincia de Van según diferentes fuentes | Estadísticas de población de la provincia de Van según diferentes fuentes | Estadísticas de población de la provincia de Van según diferentes fuentes | Estadísticas de población de la provincia de Van según diferentes fuentes | Estadísticas de población de la provincia de Van según diferentes fuentes | Estadísticas de población de la provincia de Van según diferentes fuentes | Estadísticas de población de la provincia de Van según diferentes fuentes | Estadísticas de población de la provincia de Van según diferentes fuentes | Estadísticas de población de la provincia de Van según diferentes fuentes | Estadísticas de población de la provincia de Van según diferentes fuentes | Estadísticas de población de la provincia de Van según diferentes fuentes | Estadísticas de población de la provincia de Van según diferentes fuentes | Estadísticas de población de la provincia de Van según diferentes fuentes | Estadísticas de población de la provincia de Van según diferentes fuentes | Estadísticas de población de la provincia de Van según diferentes fuentes | Estadísticas de población de la provincia de Van según diferentes fuentes |
| Unidades Admistrativas                                                    | Total                                                                     | Sexo                                                                      |                                                                           | Islam                                                                     |                                                                           | Gr Total                                                                  | Griegos                                                                   |                                                                           | Gr Total                                                                  | Armenios                                                                  |                                                                           | Gr Total                                                                  | Judíos                                                                    |                                                                           | Nasturi                                                                   |                                                                           | Yezidi                                                                    |                                                                           | Keldani                                                                   |                                                                           | Gr Total                                                                  |
| ------------------------------------------------------------------------- | ------------------------------------------------------------------------- | ------------------------------------------------------------------------- | ------------------------------------------------------------------------- | ------------------------------------------------------------------------- | ------------------------------------------------------------------------- | ------------------------------------------------------------------------- | ------------------------------------------------------------------------- | ------------------------------------------------------------------------- | ------------------------------------------------------------------------- | ------------------------------------------------------------------------- | ------------------------------------------------------------------------- | ------------------------------------------------------------------------- | ------------------------------------------------------------------------- | ------------------------------------------------------------------------- | ------------------------------------------------------------------------- | ------------------------------------------------------------------------- | ------------------------------------------------------------------------- | ------------------------------------------------------------------------- | ------------------------------------------------------------------------- | ------------------------------------------------------------------------- | ------------------------------------------------------------------------- |
|                                                                           |                                                                           | Varones                                                                   | Mujeres                                                                   | Varones                                                                   | Mujeres                                                                   |                                                                           | Varones                                                                   | Mujeres                                                                   |                                                                           | Varones                                                                   | Mujeres                                                                   |                                                                           | Varones                                                                   | Mujeres                                                                   | Varones                                                                   | Mujeres                                                                   | Varones                                                                   | Mujeres                                                                   | Varones                                                                   | Mujeres                                                                   |                                                                           |
| Centro de Van                                                             | 79736                                                                     | 44492                                                                     | 35244                                                                     | 24996                                                                     | 20123                                                                     |                                                                           |                                                                           |                                                                           |                                                                           | 19035                                                                     | 14754                                                                     | 42%                                                                       |                                                                           |                                                                           |                                                                           |                                                                           |                                                                           |                                                                           |                                                                           |                                                                           |                                                                           |
| Ercis                                                                     | 35406                                                                     | 19451                                                                     | 15955                                                                     | 14627                                                                     | 12696                                                                     |                                                                           |                                                                           |                                                                           |                                                                           | 4824                                                                      | 3259                                                                      | 23%                                                                       |                                                                           |                                                                           | 461                                                                       | 367                                                                       |                                                                           |                                                                           |                                                                           |                                                                           |                                                                           |
| Catak                                                                     | 23717                                                                     | 6939                                                                      | 5778                                                                      | 4588                                                                      | 3544                                                                      |                                                                           |                                                                           |                                                                           |                                                                           | 2193                                                                      | 2099                                                                      | 18%                                                                       |                                                                           |                                                                           |                                                                           |                                                                           |                                                                           |                                                                           | 158                                                                       | 135                                                                       |                                                                           |
| Adilcevaz                                                                 | 15669                                                                     | 8753                                                                      | 6916                                                                      | 6178                                                                      | 4644                                                                      |                                                                           |                                                                           |                                                                           |                                                                           | 2577                                                                      | 2272                                                                      | 31%                                                                       |                                                                           |                                                                           |                                                                           |                                                                           |                                                                           |                                                                           |                                                                           |                                                                           |                                                                           |
| Gevas                                                                     | 28643                                                                     | 16655                                                                     | 11988                                                                     | 10377                                                                     | 7786                                                                      |                                                                           |                                                                           |                                                                           |                                                                           | 6318                                                                      | 4202                                                                      | 37%                                                                       |                                                                           |                                                                           |                                                                           |                                                                           |                                                                           |                                                                           |                                                                           |                                                                           |                                                                           |
| Subtotal                                                                  | 172171                                                                    | 96290                                                                     | 75881                                                                     | 60724                                                                     | 48,793                                                                    |                                                                           |                                                                           |                                                                           |                                                                           | 34947                                                                     | 26586                                                                     | 36%                                                                       |                                                                           |                                                                           | 461                                                                       | 367                                                                       |                                                                           |                                                                           | 158                                                                       | 135                                                                       |                                                                           |
| Centro (hakkari)                                                          | 27680                                                                     | 15057                                                                     | 12623                                                                     | 11953                                                                     | 9895                                                                      |                                                                           | 1                                                                         |                                                                           |                                                                           | 1829                                                                      | 1632                                                                      | 13%                                                                       | 424                                                                       | 412                                                                       | 850                                                                       | 684                                                                       |                                                                           |                                                                           |                                                                           |                                                                           |                                                                           |
| Colemerik                                                                 | 9004                                                                      | 4888                                                                      | 4116                                                                      | 4009                                                                      | 3441                                                                      |                                                                           |                                                                           |                                                                           |                                                                           | 160                                                                       | 136                                                                       | 3%                                                                        |                                                                           |                                                                           | 716                                                                       | 539                                                                       |                                                                           |                                                                           |                                                                           |                                                                           |                                                                           |
| Mahmudi                                                                   | 12959                                                                     | 7673                                                                      | 5286                                                                      | 6239                                                                      | 3991                                                                      |                                                                           |                                                                           |                                                                           |                                                                           | 276                                                                       | 257                                                                       | 4%                                                                        |                                                                           |                                                                           |                                                                           |                                                                           | 736                                                                       | 630                                                                       | 422                                                                       | 413                                                                       |                                                                           |
| Semdinan                                                                  | 11740                                                                     | 5857                                                                      | 5883                                                                      | 4919                                                                      | 4954                                                                      |                                                                           |                                                                           |                                                                           |                                                                           |                                                                           |                                                                           | 0%                                                                        | 127                                                                       | 147                                                                       | 811                                                                       | 782                                                                       |                                                                           |                                                                           |                                                                           |                                                                           |                                                                           |
| Gevar                                                                     | 16881                                                                     | 9852                                                                      | 7029                                                                      | 7413                                                                      | 5358                                                                      |                                                                           |                                                                           |                                                                           |                                                                           | 609                                                                       | 350                                                                       | 6%                                                                        | 147                                                                       | 126                                                                       | 1683                                                                      | 1185                                                                      |                                                                           |                                                                           |                                                                           |                                                                           |                                                                           |
| Hosab                                                                     | 8706                                                                      | 4837                                                                      | 3869                                                                      | 4201                                                                      | 3490                                                                      |                                                                           |                                                                           |                                                                           |                                                                           | 636                                                                       | 379                                                                       | 12%                                                                       |                                                                           |                                                                           |                                                                           |                                                                           |                                                                           |                                                                           |                                                                           |                                                                           |                                                                           |
| Subtotal                                                                  | 86970                                                                     | 48164                                                                     | 38806                                                                     | 38.734                                                                    | 31129                                                                     |                                                                           | 1                                                                         |                                                                           |                                                                           | 3510                                                                      | 2749                                                                      | 7%                                                                        | 698                                                                       | 685                                                                       | 4063                                                                      | 3200                                                                      | 736                                                                       | 630                                                                       | 422                                                                       | 413                                                                       |                                                                           |
|                                                                           |                                                                           |                                                                           |                                                                           |                                                                           |                                                                           |                                                                           |                                                                           |                                                                           |                                                                           |                                                                           |                                                                           |                                                                           |                                                                           |                                                                           |                                                                           |                                                                           |                                                                           |                                                                           |                                                                           |                                                                           |                                                                           |
|                                                                           | 270141                                                                    | 144454                                                                    | 114687                                                                    | 99500                                                                     | 79922                                                                     | ⇓                                                                         | 1                                                                         | 0                                                                         | ⇓                                                                         | 38457                                                                     | 29340                                                                     | ⇓                                                                         | 698                                                                       | 685                                                                       | 4521                                                                      | 3557                                                                      | 736                                                                       | 630                                                                       | 580                                                                       | 548                                                                       | ⇓                                                                         |
| (Original) Ottoman Census 1914                                            | 270,141                                                                   |                                                                           |                                                                           |                                                                           |                                                                           | 179,422                                                                   |                                                                           |                                                                           | 1                                                                         |                                                                           |                                                                           | 67,797                                                                    |                                                                           |                                                                           |                                                                           |                                                                           |                                                                           |                                                                           |                                                                           |                                                                           | 11,955                                                                    |
| (Corrected) Ottoman Census 1914                                           | 509,000                                                                   |                                                                           |                                                                           |                                                                           |                                                                           | 313,322                                                                   |                                                                           |                                                                           |                                                                           |                                                                           |                                                                           | 131,000                                                                   |                                                                           |                                                                           |                                                                           |                                                                           |                                                                           |                                                                           |                                                                           |                                                                           | 62,400                                                                    |
| Armenian Patriarc (1913–14)                                               |                                                                           |                                                                           |                                                                           |                                                                           |                                                                           |                                                                           |                                                                           |                                                                           |                                                                           |                                                                           |                                                                           | 110,897                                                                   |                                                                           |                                                                           |                                                                           |                                                                           |                                                                           |                                                                           |                                                                           |                                                                           |                                                                           |
| Ottoman Census 1890                                                       | 430,000                                                                   |                                                                           |                                                                           | Kurds: 210,000 Turkic: 30,500 Total Muslim: 240,500                       | Kurds: 210,000 Turkic: 30,500 Total Muslim: 240,500                       | Kurds: 210,000 Turkic: 30,500 Total Muslim: 240,500                       |                                                                           |                                                                           |                                                                           | Apostolic: 79,000 Catholic:708 Protestant: 290 Total Armen:79,998         | Apostolic: 79,000 Catholic:708 Protestant: 290 Total Armen:79,998         | Apostolic: 79,000 Catholic:708 Protestant: 290 Total Armen:79,998         | 5,000                                                                     | 5,000                                                                     | 40,000 (Orthodox: 52,000) Total Syrian: 92,000                            | 40,000 (Orthodox: 52,000) Total Syrian: 92,000                            | 5,400                                                                     | 5,400                                                                     | 6,000                                                                     | 6,000                                                                     | 109,502                                                                   |
| Ottoman Census 1862                                                       | 418,700                                                                   |                                                                           |                                                                           | Sancak Van: 90,100 Sancak Hakkari: 119,000 Total Muslim: 209,100          | Sancak Van: 90,100 Sancak Hakkari: 119,000 Total Muslim: 209,100          | Sancak Van: 90,100 Sancak Hakkari: 119,000 Total Muslim: 209,100          | Sancak Van: 95,100 Sancak Hakkari: 114,500 Total Christian: 209,600       | Sancak Van: 95,100 Sancak Hakkari: 114,500 Total Christian: 209,600       | Sancak Van: 95,100 Sancak Hakkari: 114,500 Total Christian: 209,600       | Sancak Van: 95,100 Sancak Hakkari: 114,500 Total Christian: 209,600       | Sancak Van: 95,100 Sancak Hakkari: 114,500 Total Christian: 209,600       | Sancak Van: 95,100 Sancak Hakkari: 114,500 Total Christian: 209,600       | Sancak Van: 95,100 Sancak Hakkari: 114,500 Total Christian: 209,600       | Sancak Van: 95,100 Sancak Hakkari: 114,500 Total Christian: 209,600       | Sancak Van: 95,100 Sancak Hakkari: 114,500 Total Christian: 209,600       | Sancak Van: 95,100 Sancak Hakkari: 114,500 Total Christian: 209,600       | Sancak Van: 95,100 Sancak Hakkari: 114,500 Total Christian: 209,600       | Sancak Van: 95,100 Sancak Hakkari: 114,500 Total Christian: 209,600       | Sancak Van: 95,100 Sancak Hakkari: 114,500 Total Christian: 209,600       | Sancak Van: 95,100 Sancak Hakkari: 114,500 Total Christian: 209,600       | Sancak Van: 95,100 Sancak Hakkari: 114,500 Total Christian: 209,600       |

## Preludio: El Frente del Cáucaso
El 30 de octubre de 1914, tras la persecución de los barcos de guerra Goeben y Breslau, el Imperio otomano entró en la Primera Guerra Mundial. La provincia de Van se encontraba entre Persia y el Cáucaso. Las rutas más accesibles que unían Persia con Rusia, Mesopotamia y Anatolia atravesaban la provincia. Como consecuencia de su ubicación, Van tenía un elevado valor estratégico.
El primer encuentro de tropas en la Campaña del Cáucaso tuvo lugar el 2 de noviembre de 1914 durante la ofensiva de Bergmann. Los rusos tuvieron éxito en la línea Kara Kilise (denominada Karaköse en noviembre de 1919 y Ağrı en la actualidad) - Beyazit (Doğubeyazıt). Beyazit se encontraba al norte de la provincia de Van y los voluntarios armenios fueron una importante ayuda para la toma de estas regiones.
En diciembre de 1914 Nicolás II de Rusia visitó el Frente del Cáucaso. En presencia del jefe de la Iglesia Armenia y junto a Alexander Khatisyan, presidente del Consejo Nacional Armenio declaró en Tiflis: "Los armenios de todos los países se apresuran a formar parte de las filas del glorioso Ejército Ruso, y con su sangre, a servir para la victoria del Ejército Ruso... Que la bandera rusa ondée libremente sobre los Dardanelos y el Bósforo, que los pueblos (cristianos) que permanecen bajo el yugo turco reciban la libertad por medio de vuestra voluntad. Que los armenios de Turquía, que han sufrido por la fe de Cristo, reciban la resurrección para una nueva vida...". El Ministro de la Guerra otomano Enver Pasha quería rodear a las tropas rusas entre Sarikamis y Ardahan. La Batalla de Sarikamis (29 de diciembre de 1914 - 4 de enero de 1915) supuso una derrota desastrosa para Enver Pasha. Los voluntarios armenios fueron considerados una importante pieza en este éxito, ya que eran oriundos de la región, bien adaptados al clima y conocían cada carretera y cada sendero de montaña, además de tener la motivación para luchar en combate fiero y resolutivo. Las unidades de voluntarios armenios eran pequeñas y móviles y se adaptaban bien a una guerra similar en parte a la de guerrillas. Hicieron un buen trabajo de exploración, aunque también tomaron parte activa en muchos episodios de enfrentemiento convencional. Los voluntarios armenios dificultaron las operaciones otomanas durante momentos críticos: "los retrasos que ocasionaron permitieron al Ejército Ruso del Cáucaso concentrar tropas suficientes alrededor de Sarikamish". Tras su regreso a Constantinopla, Enver culpó a los armenios que vivían en la región de alinearse activamente con Rusia.
El 11 de diciembre de 1914 los preparativos otomanos de la Campaña de Persia comenzaron con una orden de Enver Pasha para formar una fuerza provisional que se lanzaría utiliando las rutas de la provincia de Van. Rusia transfirió al general armenio Tovmas Nazarbekian al Azerbaiyán persa, que tenía ocupado. Theodore G. Chernozubov y su brigada de cosacos persas se encontraban en Persia desde 1906. Durante este periodo, las autoridades otomanas entregaron 24 000 rifles a los kurdos de Persia y del distrito de Van.
La Primera Fuerza Expedicionaria otomana fue asignada al Jefe de Inteligencia del Cuartel General otomano, el teniente coronel Kâzim Karabekir Bey. La Quinta Fuerza Expedicionaria, al teniente coronel Halil Bey, que era tío de Enver Pasha y derrotaría a los británicos en Kut al Amara el 29 de abril de 1916.
La Primera Fuerza Expedicionaria era estructuralmente autosuficiente, capaz de llevar a cabo operaciones independientes complementadas por los regimientos de infantería 7º y 9º, un destacamento de caballería, un hospital de campaña, una unidad de transporte, sección de inteligencia, batallón de montaña con dos baterías, sección telegráfica, batería de campaa, batallón de reparacioneas, depósito de repuestos y equipos de transporte. El 10 de enero de 1915, la Primera Fuerza Expedicionaria estaba de camino al Azerbaiyán persa pero su plan se canceló. Fue asignada al Tercer Ejército a causa del desastre en la batalla de Sarikamis. El 11 de enero de 1915, la Quinta Fuerza Expedicionaria recibió órdenes de dirigirse al norte de Erzurum y once días después, también la Primera Fuerza Expedicionaria recibió órdenes de dirigirse allí. El Regimiento de Gendarmería de Van, bajo el mando del comandante Köprülü Kâzım Bey (Özalp), que después sería Ministro de Defensa Nacional y Presidente de la Gran Asamblea Nacional de Turquía, era la única fuerza disponible para la frontera parsa. El 14 de diciembre de 1914, la división de gendarmería móvil de Van asumió el papel de defender la ruta a Persia que pasaba por el valle de Qotur (el paso de Qotur). Esta formación paramilitar estaba equipada con artillería ligera y ametralladoras, más adecuadas para funciones de seguridad interna que para la invasión de un país vecino.
Además, durante 1914 y 1915 misioneros estadounidenses y alemanes que se encontraban en la zona informaron de masacres contra la población armenia.[cita requerida] Según una de las fuentes, los 52 pueblos armenios que había en las cercanías de Beyazit y Eleşkirt fueron atacados, produciéndose pillaje y destrucción a manos de los regimientos de caballería hamidianos.

## Fuerzas
Después de los desastrosos resultados del Tercer Cuerpo del Ejército otomano en la Batalla de Sarikamish, la gendarmería, originalmente encargada de deberes policiales entre las poblaciones civiles, fue transferida a ellos en un intento por restaurar la efectividad en el combate de las fuerzas militares operativas del Ejército Otomano. El 24 de febrero de 1915, los otomanos se vieron obligados a enviar las unidades de gendarmería de Harput, Diyarbakir y Bitlis a la ciudad de Van. Había 52.000 tropas otomanas en la zona de guerra del Cáucaso durante este período, con un 75% ubicado en la zona de guerra del norte, más allá de la provincia de Van. Las unidades otomanas en la provincia de Van consistieron en subdivisiones de que permanecieron bajo el control del Gobernador. La subdivisión también contaba con la unidad de artillería al mando de Rafael de Nogales. La 36 División de Infantería se reunió desde Mesopotamia con la orden de controlar la parte sur, cerca del lago Van. La 1ª Fuerza expeditiva mantuvo el frente al sur del lago Van.